# Krong
Krong là một xã thuộc tỉnh Gia Lai, Việt Nam.
Xã Krong có diện tích 312,82 km², dân số năm 2006 là 4.012 người, mật độ dân số đạt 13 người/km².